# 莫爾尚斯克區

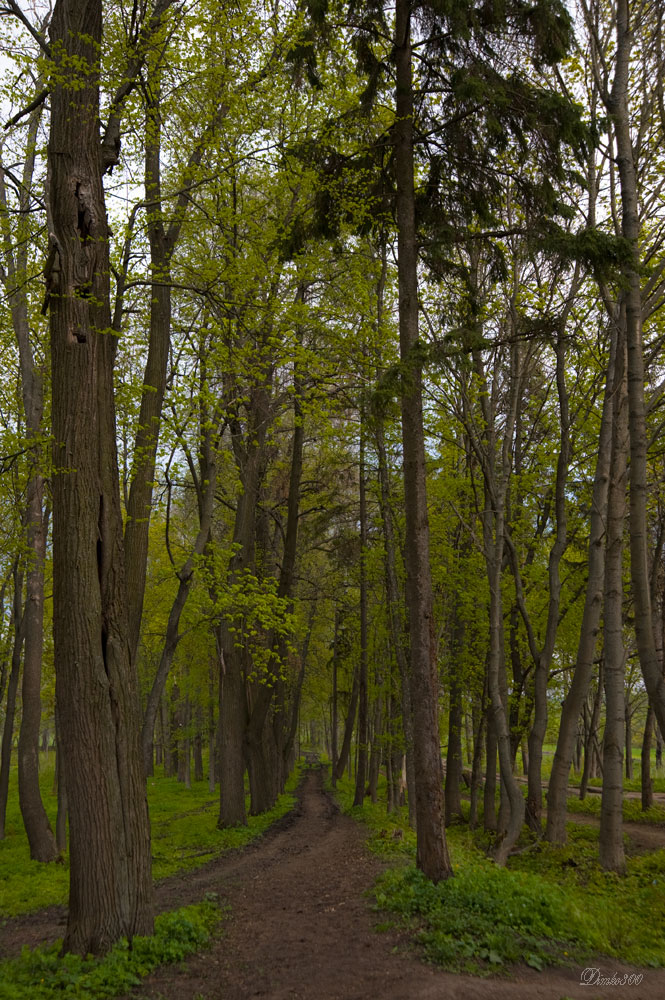

53°27′N 41°49′E / 53.450°N 41.817°E
莫爾尚斯克區（俄語：Моршанский район），是俄羅斯的一個區，位於該國西部，由坦波夫州負責管轄，面積2,880.6平方公里，2010年該區人口34,088，人口密度每平方公里11.83人。